# 巴米揚大佛
巴米揚大佛（波斯語：بت های باميان，拉丁轉寫：but hay-e bamiyaan）是曾经坐落在阿富汗巴米揚谷內山崖上的兩尊立佛像，建于公元六世纪，是希臘式佛教藝術的經典作品。这两尊佛像在2001年3月12日被塔利班炸毁。
佛像主體乃自沙岩山崖鑿成，而一些細微的部位由泥和乾草的混合物造成，鋪上灰泥表層，表層被繪畫以突顯臉部、雙手及袍的摺疊處，但這一表層實際上在很久前已經被侵蝕掉。佛像手臂下半部由同樣的泥和乾草的混合物造成，並以木架支撐。臉部上半部相信是以巨大木面具造成，在照片中見到的多行洞孔就是那些用以穩定外層灰泥的木栓的空位。

## 歷史

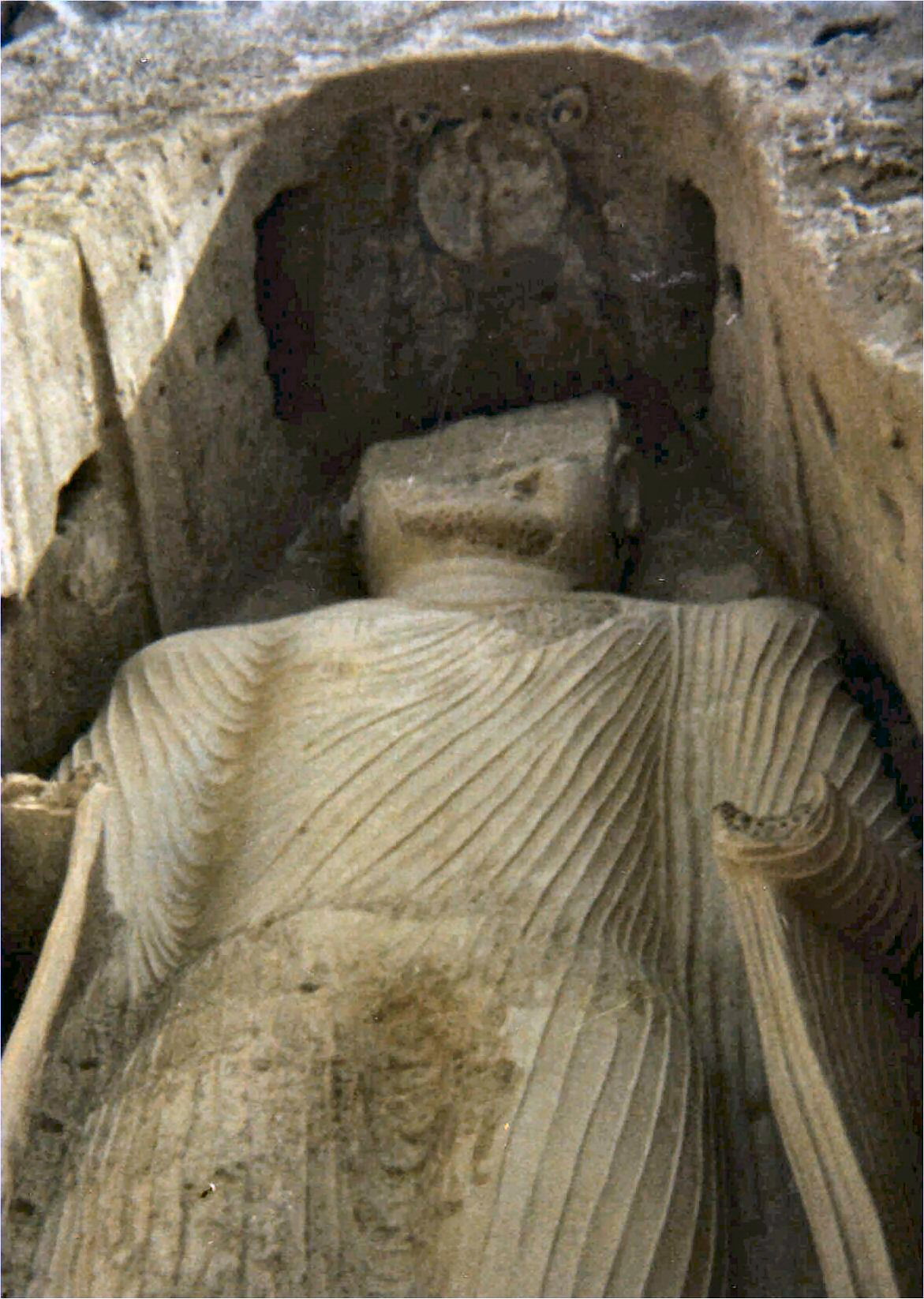
另一尊巴米揚大佛（被毀前）。

巴米揚，舊稱「梵衍那、范陽國、望衍國、帆延國」，地處絲綢之路上，是往來歐洲、波斯、中國和印度間的商隊途經之地，當地曾有數所佛教寺院，為一宗教、哲學、希臘式佛教藝術中心，自2世紀起，至9世紀伊斯蘭教徒入侵時，為佛教的一個宗教地點。较小的东佛高度為38米，建于公元570年左右，较大的西佛高度為55米，建于公元618年左右。
那些寺院的僧侶住在鑿于巴米揚的山崖的小山洞內，過著苦行僧式的生活，有些僧侶在其居住的山洞內加添宗教雕像及精美、色彩鮮艷的壁畫。
兩尊巨大立佛像中的東大佛高37米，西大佛高55米，為世上最大的雕刻立佛像（中國四川的樂山大佛雖然更高，但它是坐佛像），它們是多年來的文化地標，當地被列為聯合國教科文組織的世界文化遺產之一。
中國佛教僧人玄奘在約630年時曾經過巴米揚，在其所著的《大唐西域記》形容當地（書中稱為梵衍那國都城）是一個興盛的佛教中心，「伽藍（佛寺）數十所，僧徒數千人」。書中記載「王城東北山阿有立佛石像，高百四五十尺，金色晃曜，寶飾煥爛」，指的是西大佛，而它的東面有「釋迦佛立像高百餘尺」，指的是東大佛。
佛像臉部和雙手均塗有金色。兩尊佛像的兩側均有暗洞，洞高數十米，可拾級而上，直達佛頂，其上平臺處可站立百餘人。
一尊跟巴米揚大佛風格接近的坐佛像坐落於中國甘肅省的炳靈寺石窟內，今天仍存在。

## 破壞與重建

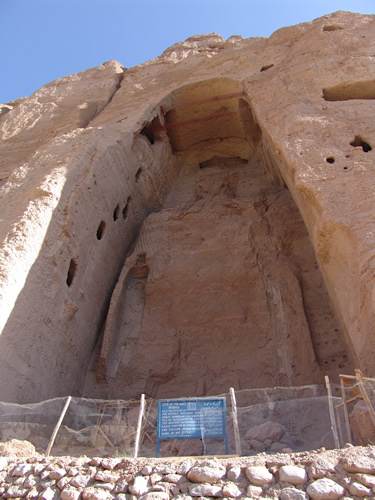
佛像被毀後的遺址（2005年）

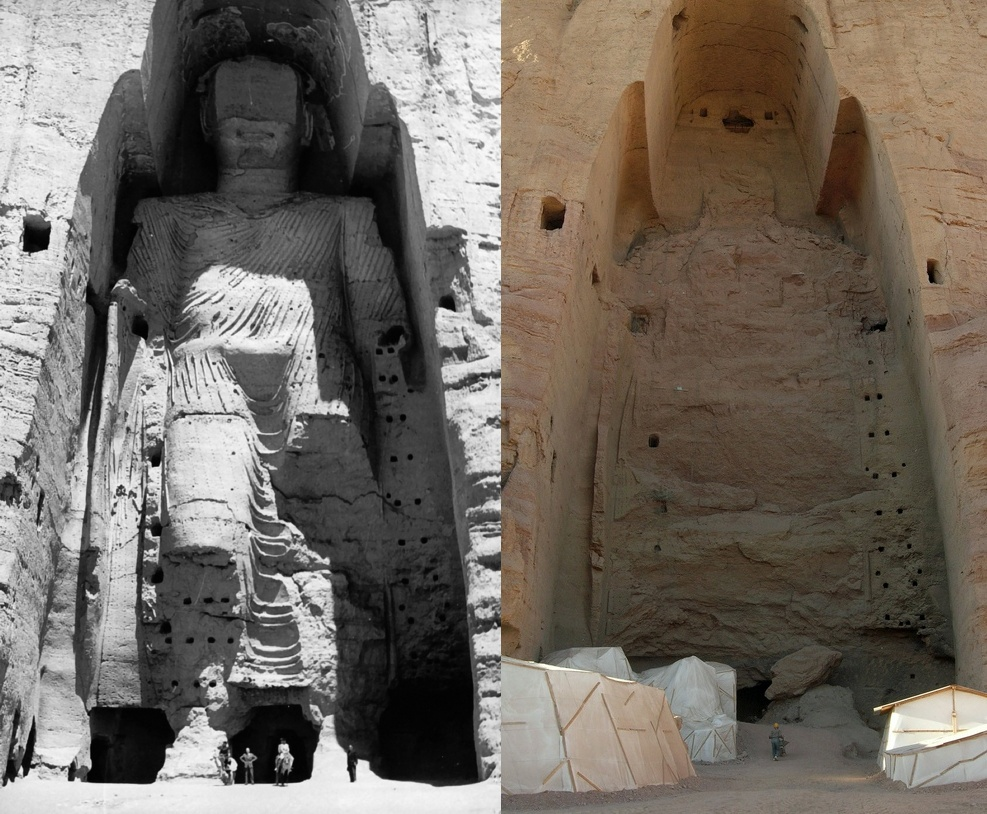
巴米揚大佛前後對照

當伽色尼的马哈茂德在12世紀征服阿富汗時，巴米揚大佛及那些壁畫未有受破壞。其後多年來，一些穆斯林的偶像破壞者損壞了佛像的一些細微部位，主要是面部特徵及雙手。莫卧儿帝国君主奧朗則布曾試圖用炮火摧毀大佛，因為他認為正統伊斯蘭信仰反對任何形式的偶像。
2001年2月26日塔利班领导人穆罕默德·奥马尔下达灭佛令，宣称要毁掉所有的佛像，包括巴米扬大佛。国际社会不断对塔利班发出警告和劝说。联合国教科文组织总干事松浦晃一郎3月1日下午特别召集伊斯兰会议组织的54个成员国的代表召开紧急会议，商讨对策。其時，松浦晃一郎指出：“塔利班当局为了保持伊斯兰教的纯洁性而摧毁包括古代佛像在内的所有雕像的做法是行不通的，这不仅是阿富汗历史的一次倒退，而且也不可能使伊斯兰教取得进步，他们必须马上停止这种破坏文物的行为。”
联合国秘书长安南的特使本德雷利3月1日亲往喀布尔，向塔利班转达了联合国以及成员国对其破坏文化遗产的关切，但塔利班没有向本德雷利作出任何放弃灭佛计划的保证。欧盟轮值主席国瑞典政府3月1日发表声明，对塔利班当局的灭佛决定表示震惊。声明说，阿富汗的文物古迹是具有历史价值的无价之宝，欧盟强烈呼吁塔利班领导层“不要执行这一决定，因为它将使阿富汗人民丧失珍贵的文化遗产”。
一些信奉佛教的国家如尼泊尔、泰国、斯里兰卡等国家对塔利班发出了警告。尼泊尔的外交部发言人阿查里雅3月2日说：“我们强烈谴责塔利班的罪恶行径，并呼吁国际社会联合起来，保护佛教文物。”印度、俄罗斯等国也对塔利班进行了谴责。作为塔利班少数几个支持者之一的信奉伊斯兰教的巴基斯坦也于3月1日表示不赞同塔利班的做法，呼吁阿富汗塔利班政府表现出容忍精神，并在这方面尊重国际感情。信奉伊斯兰教的埃及政府发言人也表示，塔利班的行为违背了伊斯兰教的宗旨，“伊斯兰教尊重其他文化，即使某些文化的礼节与伊斯兰法有所冲突。”
尽管如此，塔利班在动用大炮、坦克后，發現雕像比想像中還堅固，最终于3月12日用炸药徹底将大佛炸毁。在大佛被毁前，探索频道的摄影记者大卫·亚当斯，在此地拍摄了探险旅行类纪录片《地球行脚》中的一集，成了大佛最后的影像。
雖然兩尊大佛的外型已幾乎全毀，但其大約輪廓及一些特徵仍可在山崖凹入處被辨識，遊人仍可探索那些僧侶住過的洞穴及連接它們的通道。

## 近期進展
2002年5月，一尊佛像在斯里蘭卡的一處山邊鑿成，外形近似巴米揚大佛其中一尊。
2004年12月，日本研究者發現巴米揚的壁畫在5至9世紀間畫成。
2003－2005年，藝術家山形博導計劃以14台激光系統将大佛的影像投影在大佛所在的山崖上，以「重現」巴米揚大佛，該計劃預計耗资900萬美元。阿富汗政府有条件地同意了山形博导的计划，并等待联合国教科文组织的批准。但此计划后因当地局势和激光能量可能损害遗迹而未能成事。
2013年，联合国教科文组织的合作机构——“国际古迹遗址理事会”的德国考古队，径自开始施工，对西侧大佛的“双脚”部分进行复原，联合国教科文组织对此进行了劝阻。
2015年6月，《侣行》團隊运用投影技術成功在原址用光影重現了53米高的巴米揚大佛，并在活动后将价值约10万美元的整套光影设备赠送给当地政府，希望他们每年都将大佛影像呈现给当地民众。
2021年3月，巴米扬当地民众运用3D投影方式在原址重现佛像，纪念大佛被毁20周年。

## 第三尊巴米揚大佛之謎
《大唐西域記》記述梵衍那國一段中提及「城東二三里伽藍中有佛入涅槃臥像，長千餘尺」，应为长300餘米的卧佛形象。有些考古學者希望它仍然存在，曾展開找尋工作，但一直没有發現。不過，在2008年的9月8日，考古學家卻在附近地區出土了一座長19公尺的臥佛。

## 世界遗产
鉴于2001年阿富汗戰爭造成的局势，联合国教科文组织于2003年将大佛及周边地区同时列入世界遗产名录和濒危世界遗产名录。登录面积159公頃，缓冲区面积342公頃。

## 延伸閱讀
- Fabio Maniscalco, World Heritage and War, monographic series "Mediterraneum", vol. 6, Naples 2007, Massa Publisher . Massa Editore.   [2009-12-06]. （原始内容存档于2008-12-31）.
- Japanese researchers make breakthrough on destroyed Bamyan paintings[永久]. 每日新聞, Japan, 2004-12-11.
- Wriggins, Sally Hovey. Xuanzang: A Buddhist Pilgrim on the Silk Road. Boulder: Westview Press, 1996

## 參閱
- 巴米扬
- 阿拉伯国家世界遗产列表
  - 查姆回教寺院尖塔和考古遗址

## 外部連結
- Japan offered to hide Bamiyan statues, but Taliban asked Japan to convert to Islam instead （页面存档备份，存于）
- News articles about the Buddhas of Bamyan
- Photos of the Buddhas of Bamyan
- Bamyan Afghanistan Laser Project
- World Heritage Tour: 360 degree image (after destruction)
- Bamyan Development Community Portal for cultural heritage management of Bamyan
- The World Monuments Fund's Watch List 2008 listing for Bamyan
- YouTube上的Historic Footage of Bamyan Statues, c. 1973
- The Valley of Bamiyan A tourist pamphlet from 1967
- Researchers Say They Can Restore 1 of Destroyed Bamiyan Buddhas
- Secrets of the Bamiyan Buddhas （页面存档备份，存于）, CNRS
- Bamiyan photo gallery （页面存档备份，存于）, UNESCO
- Secrets of Bamiyan Buddhist murals （页面存档备份，存于）. ESRF
- Photo Feature Covering Bamiyan Site